# 2019年バーレーングランプリ
2019年バーレーングランプリ (2019 Bahrain Grand Prix) は、2019年のF1世界選手権第2戦として、2019年3月31日にバーレーン・インターナショナル・サーキットで開催された。
正式名称は「FORMULA 1 GULF AIR BAHRAIN GRAND PRIX 2019」。

## レース前
本レースでピレリが用意するドライタイヤのコンパウンドは、ハード(白)：C1、ミディアム(黄)：C2、ソフト(赤)：C3。
オーバーテイクの機会を増やすため、DRSゾーンが従来の2箇所(メインストレートとバックストレート)から3箇所に増やされる。新たに追加されるゾーンは、ターン1から3の複合コーナー出口からターン4までの直線区間。

## エントリーリスト
フェラーリは、チーム名を当初予定していた「スクーデリア・フェラーリ・ミッション・ウィノウ」に戻すことを決定した。また、マシンのSF90やレーシングスーツにも、「ミッション・ウィノウ」のロゴを再び掲示する。

## フリー走行
マクラーレンは、前戦オーストラリアGPの決勝でMGU-Kのトラブルによりリタイアしたカルロス・サインツJr.のICE（エンジン）、ターボ、MGU-H、MGU-Kを交換した。
金曜午前のFP1は、前戦とは打って変わってフェラーリ勢が好調であり、シャルル・ルクレールが1分30秒354のトップタイムを出し、セバスチャン・ベッテルが0.3秒差の2番手で、3番手のボッタス以下に1秒近い大差を付けた。
金曜午後のFP2もフェラーリ勢が速く、ベッテルが1分28秒846でトップ、ルクレールが0.035秒差の2番手に続いた。レッドブル勢はソフトタイヤのグリップに苦しみ、マックス・フェルスタッペンは6番手、ピエール・ガスリーは12番手に沈んだ。
フェラーリ勢の好調さは土曜午前のFP3も続き、全セッションでフェラーリ勢が1-2番手を独占した。トップタイムはルクレールの1分29秒569。レッドブル勢はフェルスタッペンが8番手、ガスリーが12番手に終わり、予選に不安を残した。

## 予選
2019年3月30日 18:00 AST(UTC+3)
シャルル・ルクレールがF1キャリア初のポールポジションを獲得した。2番手のセバスチャン・ベッテルとともにフェラーリがフロントローを独占し、続いてルイス・ハミルトンが3番手、前戦オーストラリアで優勝を飾ったバルテリ・ボッタスが4番手でメルセデス勢がセカンドロー、レッドブルのマックス・フェルスタッペンが5番手、ピエール・ガスリーはQ2落ちの13番手、トロ・ロッソ勢は僅差で揃ってQ2落ちだった。一方でロマン・グロージャンはQ1で低速走行してランド・ノリスのアタックを妨害したとして、3グリッド降格とペナルティーポイント1点を課せられた。

### 結果
| 順位                | No. | ドライバー                   | コンストラクター                   | Q1       | Q2       | Q3       | Grid |
| ------------------- | --- | ---------------------------- | ---------------------------------- | -------- | -------- | -------- | ---- |
| 1                   | 16  | シャルル・ルクレール         | フェラーリ                         | 1:28.495 | 1:28.046 | 1:27.866 | 1    |
| 2                   | 5   | セバスチャン・ベッテル       | フェラーリ                         | 1:28.733 | 1:28.356 | 1:28.160 | 2    |
| 3                   | 44  | ルイス・ハミルトン           | メルセデス                         | 1:29.262 | 1:28.587 | 1:28.190 | 3    |
| 4                   | 77  | バルテリ・ボッタス           | メルセデス                         | 1:29.498 | 1:28.830 | 1:28.256 | 4    |
| 5                   | 33  | マックス・フェルスタッペン   | レッドブル-ホンダ                  | 1:29.579 | 1:29.109 | 1:28.752 | 5    |
| 6                   | 20  | ケビン・マグヌッセン         | ハース-フェラーリ                  | 1:29.532 | 1:29.017 | 1:28.757 | 6    |
| 7                   | 55  | カルロス・サインツ           | マクラーレン-ルノー                | 1:29.528 | 1:29.055 | 1:28.813 | 7    |
| 8                   | 8   | ロマン・グロージャン         | ハース-フェラーリ                  | 1:29.688 | 1:29.249 | 1:29.015 | 11 1 |
| 9                   | 7   | キミ・ライコネン             | アルファロメオ-フェラーリ          | 1:29.959 | 1:29.471 | 1:29.022 | 8    |
| 10                  | 4   | ランド・ノリス               | マクラーレン-ルノー                | 1:29.381 | 1:29.258 | 1:29.043 | 9    |
| 11                  | 3   | ダニエル・リカルド           | ルノー                             | 1:29.859 | 1:29.488 |          | 10   |
| 12                  | 23  | アレクサンダー・アルボン     | トロ・ロッソ-ホンダ                | 1:29.514 | 1:29.513 |          | 12   |
| 13                  | 10  | ピエール・ガスリー           | レッドブル-ホンダ                  | 1:29.900 | 1:29.526 |          | 13   |
| 14                  | 11  | セルジオ・ペレス             | レーシング・ポイント-BWTメルセデス | 1:29.893 | 1:29.756 |          | 14   |
| 15                  | 26  | ダニール・クビアト           | トロ・ロッソ-ホンダ                | 1:29.876 | 1:29.854 |          | 15   |
| 16                  | 99  | アントニオ・ジョヴィナッツィ | アルファロメオ-フェラーリ          | 1:30.026 |          |          | 16   |
| 17                  | 27  | ニコ・ヒュルケンベルグ       | ルノー                             | 1:30.034 |          |          | 17   |
| 18                  | 18  | ランス・ストロール           | レーシング・ポイント-BWTメルセデス | 1:30.217 |          |          | 18   |
| 19                  | 63  | ジョージ・ラッセル           | ウィリアムズ-メルセデス            | 1:31.759 |          |          | 19   |
| 20                  | 88  | ロバート・クビサ             | ウィリアムズ-メルセデス            | 1:31.799 |          |          | 20   |
| 107% time: 1:34.689 |     |                              |                                    |          |          |          |      |
| ソース:             |     |                              |                                    |          |          |          |      |

- ^1 - グロージャンはQ1でノリスの走行の妨害をしたため、3グリッド降格とペナルティポイント1点が加算された(合計8点)[17]

## 決勝
2019年3月31日 18:10 AST(UTC+3)
ポールポジションのシャルル・ルクレールはスタートで出遅れるも、首位の座を取り戻してからレースを支配し続けた。しかし、初優勝を目の前にしたレース終盤、ルクレールのパワーユニット(PU)にトラブルが発生してスローダウンし、メルセデス勢に抜かれて3位に終わった。ルイス・ハミルトンが今季初優勝、バルテリ・ボッタスが2位とメルセデスが2戦連続の1-2フィニッシュを達成した。

### 展開
フロントローを取ったフェラーリ勢がレースを支配する展開となり、特にポールポジションからスタートしたシャルル・ルクレールはスタートこそセバスチャン・ベッテルの先行を許すも抜き返し、その後も後続を引き放して初優勝が目前に迫ったが、残り11周のところでPUトラブルによりスローダウンを余儀なくされた。最終的には終盤ルノー勢に立て続けに起こった電気系トラブルがきっかけでセーフティカー導入のままメルセデスのワンツーフィニッシュで終わった。それでも、ルクレールはセーフティカーに助けられ、レッドブルのマックス・フェルスタッペンを振り切って3位を死守し、初表彰台とファステストラップのボーナスポイント（1点）を獲得した。また、ルクレールはファンの投票によりドライバー・オブ・ザ・デイに選出された。ベッテルは中盤にハミルトンに2位の座を奪われた直後に単独スピンを喫したうえにフロントウィングを壊したことによる後退が響いて5位に終わり、レース後に2016年のチャンピオンであるニコ・ロズベルグから批判を受けた。「ベスト・オブ・ザ・レスト」はアルファロメオのキミ・ライコネンとの6位争いを制したマクラーレンの新人ランド・ノリス。レッドブルのピエール・ガスリーはフェルスタッペン同様にマシンバランスに苦しみながらも8位、トロ・ロッソのアレクサンダー・アルボンは9位、10位にはレーシング・ポイントのセルジオ・ペレスが入り、ノリスと8位以下のドライバーは今季初入賞を果たした。そのうち、ノリスとアルボンはこれがキャリア初入賞となる。表彰台こそ逃すもホンダPU搭載車のドライバー4名の内3名が入賞を果たした。

### 結果
| 順位    | No. | ドライバー                   | コンストラクター                   | 周回数 | タイム/リタイア原因 | Grid | Pts. |
| ------- | --- | ---------------------------- | ---------------------------------- | ------ | ------------------- | ---- | ---- |
| 1       | 44  | ルイス・ハミルトン           | メルセデス                         | 57     | 1:34:21.295         | 3    | 25   |
| 2       | 77  | バルテリ・ボッタス           | メルセデス                         | 57     | +2.980              | 4    | 18   |
| 3       | 16  | シャルル・ルクレール         | フェラーリ                         | 57     | +6.131              | 1    | 16 1 |
| 4       | 33  | マックス・フェルスタッペン   | レッドブル-ホンダ                  | 57     | +6.408              | 5    | 12   |
| 5       | 5   | セバスチャン・ベッテル       | フェラーリ                         | 57     | +36.068             | 2    | 10   |
| 6       | 4   | ランド・ノリス               | マクラーレン-ルノー                | 57     | +45.754             | 9    | 8    |
| 7       | 7   | キミ・ライコネン             | アルファロメオ-フェラーリ          | 57     | +47.470             | 8    | 6    |
| 8       | 10  | ピエール・ガスリー           | レッドブル-ホンダ                  | 57     | +58.094             | 13   | 4    |
| 9       | 23  | アレクサンダー・アルボン     | トロ・ロッソ-ホンダ                | 57     | +1:02.697           | 12   | 2    |
| 10      | 11  | セルジオ・ペレス             | レーシング・ポイント-BWTメルセデス | 57     | +1:03.696           | 14   | 1    |
| 11      | 99  | アントニオ・ジョヴィナッツィ | アルファロメオ-フェラーリ          | 57     | +1:04.599           | 16   |      |
| 12      | 26  | ダニール・クビアト           | トロ・ロッソ-ホンダ                | 56     | +1 Lap              | 15   |      |
| 13      | 20  | ケビン・マグヌッセン         | ハース-フェラーリ                  | 56     | +1 Lap              | 6    |      |
| 14      | 18  | ランス・ストロール           | レーシング・ポイント-BWTメルセデス | 56     | +1 Lap              | 18   |      |
| 15      | 63  | ジョージ・ラッセル           | ウィリアムズ-メルセデス            | 56     | +1 Lap              | 19   |      |
| 16      | 88  | ロバート・クビサ             | ウィリアムズ-メルセデス            | 55     | +2 Laps             | 20   |      |
| 17†     | 27  | ニコ・ヒュルケンベルグ       | ルノー                             | 53     | パワーユニット      | 17   |      |
| 18†     | 3   | ダニエル・リカルド           | ルノー                             | 53     | パワーユニット      | 10   |      |
| 19†     | 55  | カルロス・サインツ           | マクラーレン-ルノー                | 53     | ギアボックス        | 7    |      |
| Ret     | 8   | ロマン・グロージャン         | ハース-フェラーリ                  | 16     | 接触ダメージ        | 11   |      |
| ソース: |     |                              |                                    |        |                     |      |      |

ファステストラップ
- シャルル・ルクレール - 1:33.411 (38周目)

ラップリーダー
- 1-5=ベッテル、6-13=ルクレール、14=ベッテル、15-47=ルクレール、48-57=ハミルトン

追記
- ^1 - ファステストラップの1点を含む
- † - リタイアだが、90%以上の距離を走行したため規定により完走扱い

## 第2戦終了時点のランキング
|   | 順位 | ドライバー                 | ポイント |
| - | ---- | -------------------------- | -------- |
|   | 1    | バルテリ・ボッタス         | 44       |
|   | 2    | ルイス・ハミルトン         | 43       |
|   | 3    | マックス・フェルスタッペン | 27       |
| 1 | 4    | シャルル・ルクレール       | 26       |
| 1 | 5    | セバスチャン・ベッテル     | 22       |

|   | 順位 | コンストラクター          | ポイント |
| - | ---- | ------------------------- | -------- |
|   | 1    | メルセデス                | 87       |
|   | 2    | フェラーリ                | 48       |
|   | 3    | レッドブル-ホンダ         | 31       |
| 2 | 4    | アルファロメオ-フェラーリ | 10       |
| 4 | 5    | マクラーレン-ルノー       | 8        |

- 注：ドライバー、コンストラクター共にトップ5のみ表示。